# Turismo no Paraná
O turismo no Paraná é um dos principais setores da economia desse estado brasileiro, oferecendo diversas atrações históricas, naturais e culturais. O Estado, que é maior que muitos países, como Uruguai e Portugal, apresenta várias opções turísticas, como praias de água salgada e doce, ilhas, metrópoles, unidades de conservação e festivais e eventos que atraem grandes públicos.
O destino turístico que mais recebe turistas no estado é as Cataratas do Iguaçu. O atrativo, que fica no Parque Nacional do Iguaçu, recebeu em 2019 cerca de 2 milhões de visitantes, com turistas de 177 países. O parque é o segundo mais visitado do Brasil, ficando atrás apenas do Parque Nacional da Tijuca, onde fica o Cristo Redentor, no Rio de Janeiro. Outros lugares como o Jardim Botânico de Curitiba, o Museu Oscar Niemeyer, a Vila Velha e a Ilha do Mel  também são importantes destinos turísticos. O Paraná é também um dos estados que tem um grande número de parques nacionais, destacando-se o Parque Nacional de Ilha Grande e o Parque Nacional do Superagui. O Estado possui um setor turístico em progressão e ainda apresenta falta de infraestrutura turística, como informações, sinalização, serviços e investimentos.
No Paraná é possível percorrer diversos caminhos, rotas turísticas e circuitos. Atrativos como a Rota dos Tropeiros, a Rota do Pinhão, a Rota do Vinho, a Rota do Café, a Rota do Equilíbrio, a Rota do Rosário, a Rota Holandesa, o Caminho Trentino, o Caminho do Itupava, o Caminho do Peabiru, a Estrada da Graciosa, a Estrada do Cabaraquara e o Circuito Italiano. São rotas a cavalo, a pé, de bicicleta e de carro. Muitos lugares formam diferentes destinos que abordam, por exemplo, o turismo cultural, rural, gastronômico, religioso e de aventura. Dos atrativos turísticos cadastrados no Paraná, 25% são do segmento religioso, entre templos, monumentos e rotas de peregrinação, sendo um dos segmentos mais importantes. Em 2020, o turismo religioso era o 3º segmento com maior número de atrativos no estado.
Região Metropolitana de Curitiba, Campos Gerais, Centro-Sul, Norte, Noroeste, Oeste e Litoral formam as regiões do Estado que representam as mais diversas culturas e atrações. Diante de uma iniciativa governamental o estado foi dividido oficialmente em 15 Regiões Turísticas. São elas: Campos Gerais - Cataratas do Iguaçu e Caminhos ao Lago de Itaipu - Corredores das Águas - Ecoaventuras Histórias e Sabores - Entre Matas, Morros e Rios - Lagos e Colinas - Litoral do Paraná - Norte do Paraná - Norte Pioneiro - Riquezas do Oeste - Rotas do Pinhão - Sul do Paraná - Terra dos Pinheirais - Vale do Ivaí - e Vales do Iguaçu.

## Dados econômicos
No ano de 2021 o Produto Interno Bruto (PIB) das atividades turísticas do Paraná atingiu 12,03 bilhões de reais, correspondendo a 2,54% do PIB total estadual daquele ano (474 bilhões de reais). Este setor naquele ano gerou 68,9 mil empregos. No Índice de Desempenho das Atividades Turísticas do Paraná (Idat-PR) de 2022 os municípios que mais se destacaram foram Foz do Iguaçu, Ribeirão Claro e Porto Rico. As atividades turísticas no Paraná impactam significativamente na economia do estado de acordo com informações do Instituto Brasileiro de Geografia e Estatística (IBGE), tendo um crescimento maior que a média nacional. Em 2024 a receita nominal das empresas paranaenses ligadas às atividades turísticas cresceu 10,8%, impactando positivamente o faturamento das empresas, bem como, na criação de empregos e geração de renda nos municípios. O Paraná também é o sétimo estado com maior número de desembarques aéreos de passageiros, que movimenta os segmentos de hospedagem, alimentação e comércio.
Durante a temporada 2023-2024 de navios de cruzeiros pelo litoral brasileiro, somente Paranaguá recebeu mais de 24 mil turistas, colocando a cidade na rota do turismo internacional marítimo. No primeiro semestre de 2024, o Paraná recebeu 507 mil turistas estrangeiros de acordo com os dados da Agência Brasileira de Promoção Internacional do Turismo (Embratur), consolidando o estado entre as cinco unidades da federação como principais destinos internacionais no Brasil. Aproximadamente 78% destes turistas são provenientes da América do Sul.

## Regiões turísticas

### Região Metropolitana de Curitiba
Curitiba e região metropolitana é um importante destino turístico brasileiro, especialmente procurado por turistas oriundos de estados vizinhos que chegam à região por via terrestre. Um importante aumento no "turismo de negócios" tem também se verificado nas últimas décadas. Seja por razões de lazer ou trabalho, o fluxo de visitantes estimado no ano de 2006 chega a ser surpreendente: mais de 1.800.000 pessoas, ou seja, maior que o número de habitantes da cidade.
Os principais pontos de visitação de Curitiba são seus parques, sendo que a cidade conta com uma bem distribuída rede deles. Destacam-se o Jardim Botânico, com sua estufa iluminada (famoso cartão postal), o Parque Tanguá, o Jardim Zoológico de Curitiba e a Ópera de Arame. Além dos parques, alguns museus são bem procurados como o Museu Oscar Niemeyer, com seu curioso anexo em forma de "olho", o Museu do Holocausto de Curitiba e o Museu Paranaense. Curitiba apresenta inúmeros centros comerciais, bem diversificados, indo do popular a shopping centers que atraem grande público, além do Mercado Municipal de Curitiba, da Rua XV de Novembro e da Rua 24 Horas. Outros atrativos que merecem destaque são: a panorâmica Torre da Telepar (Torre das Mercês), o Largo da Ordem e a praça Santos Andrade onde ficam o Teatro Guaíra e o edifício histórico da Universidade Federal do Paraná. Os visitantes podem ter acesso a todos os principais parques e pontos turísticos de Curitiba (exceto os centrais) através de uma linha de ônibus circular especial, a custo baixo. Para os adeptos do ciclismo, existe uma importante (para os padrões brasileiros) rede de ciclovias, que permite acesso a vários recantos agradáveis da cidade em meio a áreas verdes. Encontram-se, porém, poucos locais de locação de bicicletas.
Na cidade de Lapa, na região metropolitana, destacam-se alguns pontos como a Igreja Matriz de Santo Antônio, a Casa de Câmara e Cadeia, a Casa da Memória, a Casa Lacerda, o Museu Histórico Municipal, o Teatro São João, o Parque Estadual do Monge e o Panteão dos Heróis. Há ainda na região a serra de São Luiz do Purunã; o Seminário Seráfico São Luís de Tolosa, localizado no Parque Ecoturístico Municipal, em Rio Negro; o Caminho do Vinho, em São José dos Pinhais; o Parque Cachoeira, em Araucária; o Parque Ecológico Ouro Fino e o Parque Histórico do Mate, em Campo Largo; o Parque Estadual Pico do Marumbi, em Piraquara; o Parque Municipal Gruta Bacaetava, o Parque Municipal da Uva e o Circuito Italiano em Colombo; o Pico Paraná, em Campina Grande do Sul; o Parque Estadual das Lauráceas; o Parque Estadual Serra da Baitaca; o Parque Estadual Professor José Wachowicz;
a Floresta Estadual Metropolitana; as grutas de calcário de Campinhos, em Tunas do Paraná; e a gruta da Lancinha em Rio Branco do Sul.

### Região dos Campos Gerais
Nos Campos Gerais do Paraná o principal símbolo turístico que representa a região é o Parque Estadual de Vila Velha, em Ponta Grossa, onde as rochas esculpidas pelos ventos e pelas águas parecem ruínas de uma grande cidade. Ainda em Ponta Grossa pode-se visitar o Buraco do Padre localizado no Parque Nacional dos Campos Gerais, a Biblioteca Municipal Faris Michaeli - antiga Estação Saudade, a Academia de Letras dos Campos Gerais, o Centro de Cultura Cidade de Ponta Grossa, o Museu Campos Gerais, o Mosteiro da Ressurreição, a Capela de Santa Bárbara do Pitangui (construída pelos jesuítas) e a Cachoeira da Mariquinha.
Nos municípios colonizados pelos holandeses há a Colônia Castrolanda, em Castro, o Museu da Colonização Holandesa, em Arapoti e o Parque Histórico, em Carambeí, que retrata a cultura e a história regional, representando a imigração holandesa no Brasil e os laços com os Países Baixos. Em Castro também é possível visitar o Museu do Tropeiro e a histórica Fazenda Capão Alto. Em Piraí do Sul o destaque fica por conta do turismo religioso, como a visitação da Igreja Matriz do Senhor Menino Deus e do Santuário de Nossa Senhora das Brotas.
Em Telêmaco Borba, o principal ponto turístico é o Bonde Aéreo, conhecido como "bondinho", é o único teleférico do Paraná. No município ainda é possível conhecer a Caverna da Mandaçaia, a Fazenda Monte Alegre e o Salto da Conceição, no vale do rio Tibagi. A Serra do Facão é o destaque em Imbaú, com uma altitude média de 1000 metros acima do nível do mar. Em Ventania os principais atrativos turísticos são: o Olho d'água São João Maria e a antiga estação ferroviária. Já em Curiúva as principais atrações são: o Salto das Antas e a Serra do Caetê. Ortigueira é repleta de serras e cachoeiras, destacando-se pontos como a Cachoeira Véu da Noiva, o Salto Dito Gardiano, a Serra Pelada, a Serra do Mulato e a Pedra Branca.
Entre os municípios de Tibagi e Castro está localizado o Salto da Cotia e o canyon Guartelá, o 6° maior do mundo e o maior do Brasil. Também em Tibagi é possível contemplar outros cânions e cachoeiras, como o cânion da Igreja Velha, o Salto Santa Rosa e o Salto Puxa-Nervos, além do Museu Casa do Colono, no Parque Municipal Passo do Risseti. Já em Jaguariaíva a maior atração é o cânion do Rio Jaguariaíva, sendo possível visitar ainda o Santuário do Bom Jesus da Pedra Fria,  e o Paredão da Santa, na Área de Proteção Ambiental da Escarpa Devoniana,  o Parque Estadual do Vale do Codó, o Parque Estadual do Cerrado, o Parque Municipal Lago Azul e o Museu Municipal Conde Francisco Matarazzo. Em Sengés entre os lugares mais visitados estão o cânion do Rio Jaguaricatu, a Cachoeira do Sobradinho e a RPPN Vale do Corisco. Em Arapoti também se destacam a Cachoeira do Chico, a Cachoeira da Fenda e o Cânion do Cerrado. Há ainda na região as colônias Cecília e Witmarsum, em Palmeira e a Ponte dos Papagaios, no limite de Palmeira com Balsa Nova.

### Região Centro-Sul e Sudeste
Na região Centro-Sul é destaque o turismo religioso, náutico e histórico. A região se destaca pela produção de erva-mate, vinhos, fontes de água e inúmeras cachoeiras. Em Guarapuava destacam-se o Parque do Lago, a Expogua, o Museu Municipal Visconde de Guarapuava, as colônias de Entre Rios e as muitas cachoeiras, como o Salto São João e o Salto São Francisco, entre os municípios de Guarapuava, Prudentópolis e Turvo. O Parque Estadual da Serra da Esperança ainda entre esses municípios. Em Prudentópolis tem ainda a Festa do Feijão Preto, a Igreja de São Josafat e o Sítio Paleontológico Pinheiro de Pedra.
Faxinal do Céu, localizado em Pinhão, é um importante destino turístico da região. Em Pitanga está localizado o monumento do Marco Geodésico. Em Irati é possível percorrer a Rota do Equilíbrio. Na cidade está a maior imagem de Nossa Senhora das Graças, do Brasil e do mundo, com 22 metros de altura, além do Museu Casa Dei Nonni e cachoeiras. Já em União da Vitória está a imagem do Sagrado Coração de Jesus, com 27 metros de altura, além do Parque Estadual Bosque das Araucárias, do Parque Histórico Iguassú e da Estação Ferroviária União. Em Bituruna a Rota do Vinho, o Garrafão e a estátua de Santa Bárbara, a maior da santa no mundo, com 34 metros, instalada no ponto mais alto da cidade.
Há ainda na região: a Festa Nacional do Charque e o Salto Curucaca, em Candói; a Cachoeira da Pedreira, a Cachoeira do Dusanoski e o Pico do Marumbi, em Rio Azul; o Parque Estadual de Santana, em Paulo Frontin; o Parque eólico de Palmas, o Morro das Pederneiras, o Parque Estadual de Palmas, e o Refúgio de Vida Silvestre dos Campos de Palmas, em Palmas; o Parque Estadual Santa Clara, entre Candói, Foz do Jordão e Pinhão; o Parque Estadual Córrego Maria Flora, em Cândido de Abreu; a Estação Ecológica de Fernandes Pinheiro e a Floresta Nacional de Irati, em Fernandes Pinheiro;

### Região Norte
O café é o símbolo da região norte do Estado e está presente na história, na cultura, na economia e no turismo, sendo possível percorrer a Rota do Café, visitar fazendas e conhecer os cafezais.

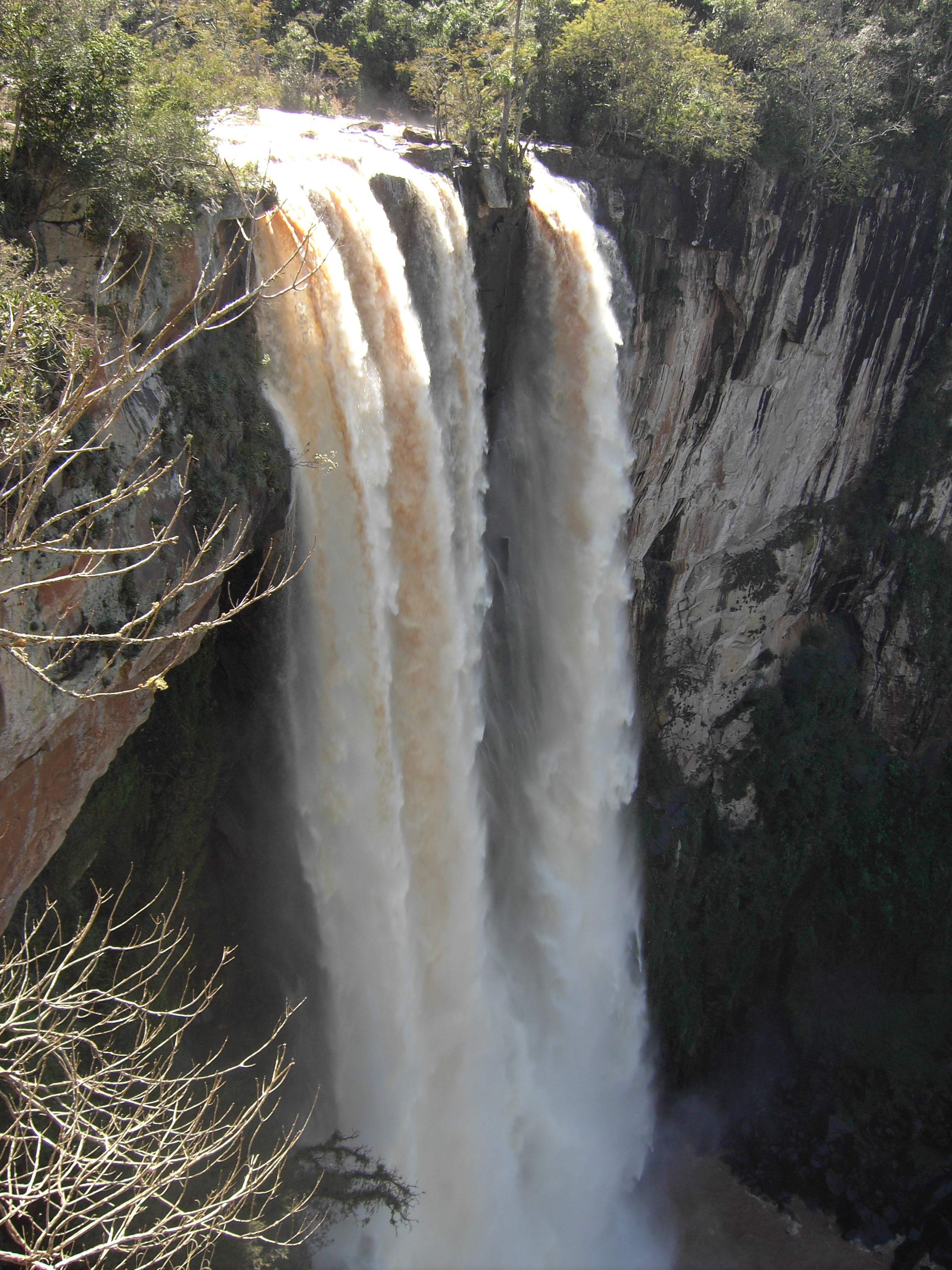
Salto do Apucaraninha, grande atrativo turístico na região norte paranaense.

Em Londrina, o Museu Histórico de Londrina Padre Carlos Weiss é um órgão suplementar da Universidade Estadual de Londrina (UEL). Sua sede atual, o prédio da segunda estação ferroviária da cidade, se localiza no centro da cidade e é uma referência no estado na categoria. Destacam-se ainda o Salto do Apucaraninha, cachoeira com 116 metros de queda, no limite com Tamarana. Em Cornélio Procópio os destaques são: o Museu Histórico; o Santuário Schoenstatt Tabor da Fidelidade, em estilo alemão; o Parque Estadual Mata São Francisco; e o Monumento Cristo Rei construído em 1958.
O turista também pode optar pelo turismo religioso e percorrer a Rota do Rosário, conhecendo várias igrejas e participar de várias festividades católicas. Há a Catedral Imaculada Conceição, em Jacarezinho; o Santuário São Miguel Arcanjo, em Bandeirantes; o Santuário Bom Jesus de Cana Verde, em Siqueira Campos. Completam ainda como os atrativos da região: o Museu do Café, em Apucarana;  o Parque Estadual do Penhasco Verde, em São Jerônimo da Serra; o Parque Estadual da Mina Velha e o Museu Mário Yamanouye, em Ibaiti; o Pico Agudo, em Japira; o Parque Estadual de Ibicatu, em Centenário do Sul; o Parque Estadual de Ibiporã, em Ibiporã; o Morro do Gavião, em Ribeirão Claro; o Pico Agudo e o Salto das Orquídeas, em Sapopema; o Salto Cavalcânti, entre Tomazina e Arapoti, no vale do rio das Cinzas; as quedas d'água de Faxinal; a serra do Cadeado; e os balneários da represa de Chavantes e do rio Paranapanema.

### Região Noroeste

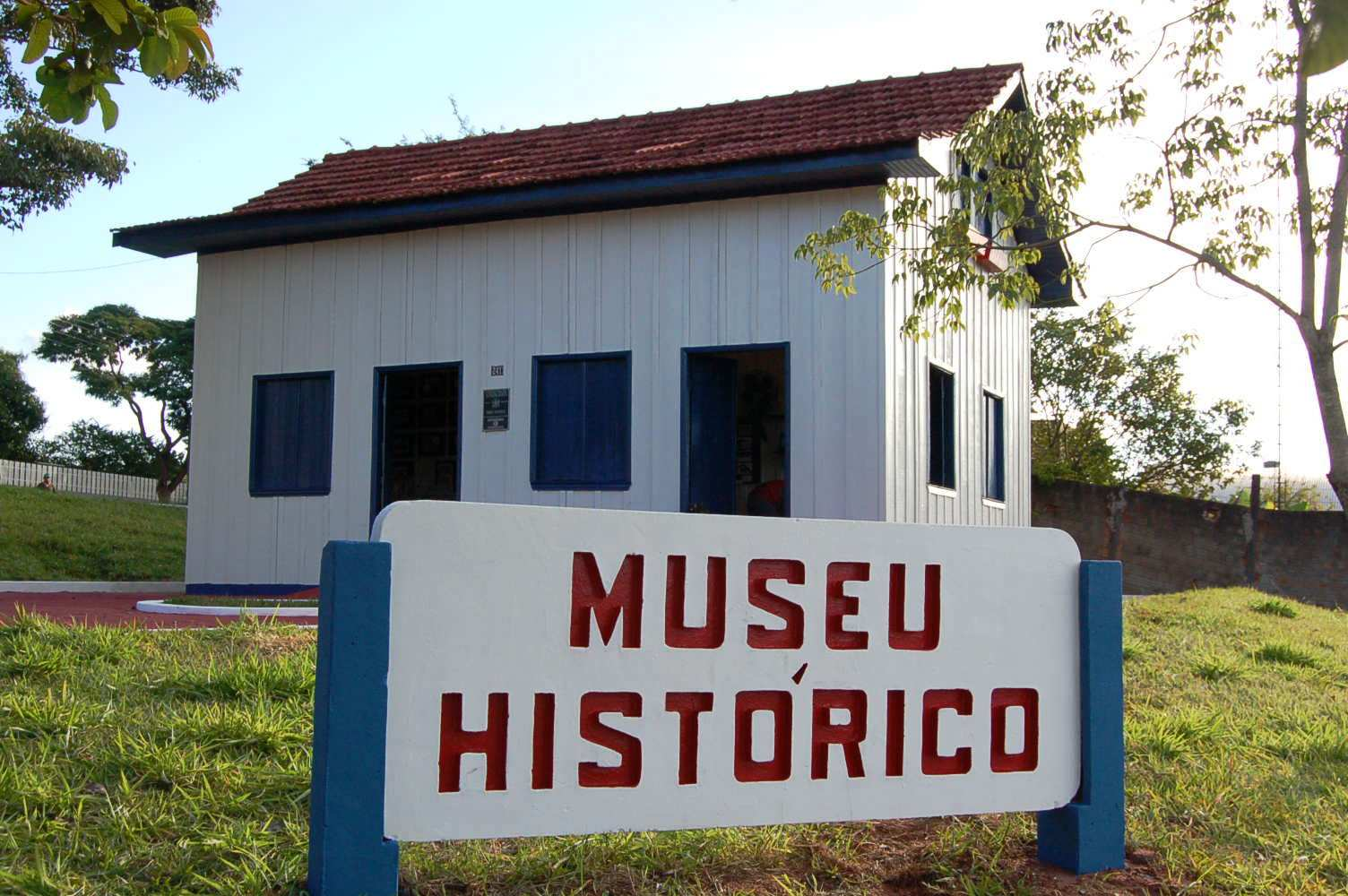
Museu Historio de Cruzeiro do Oeste.

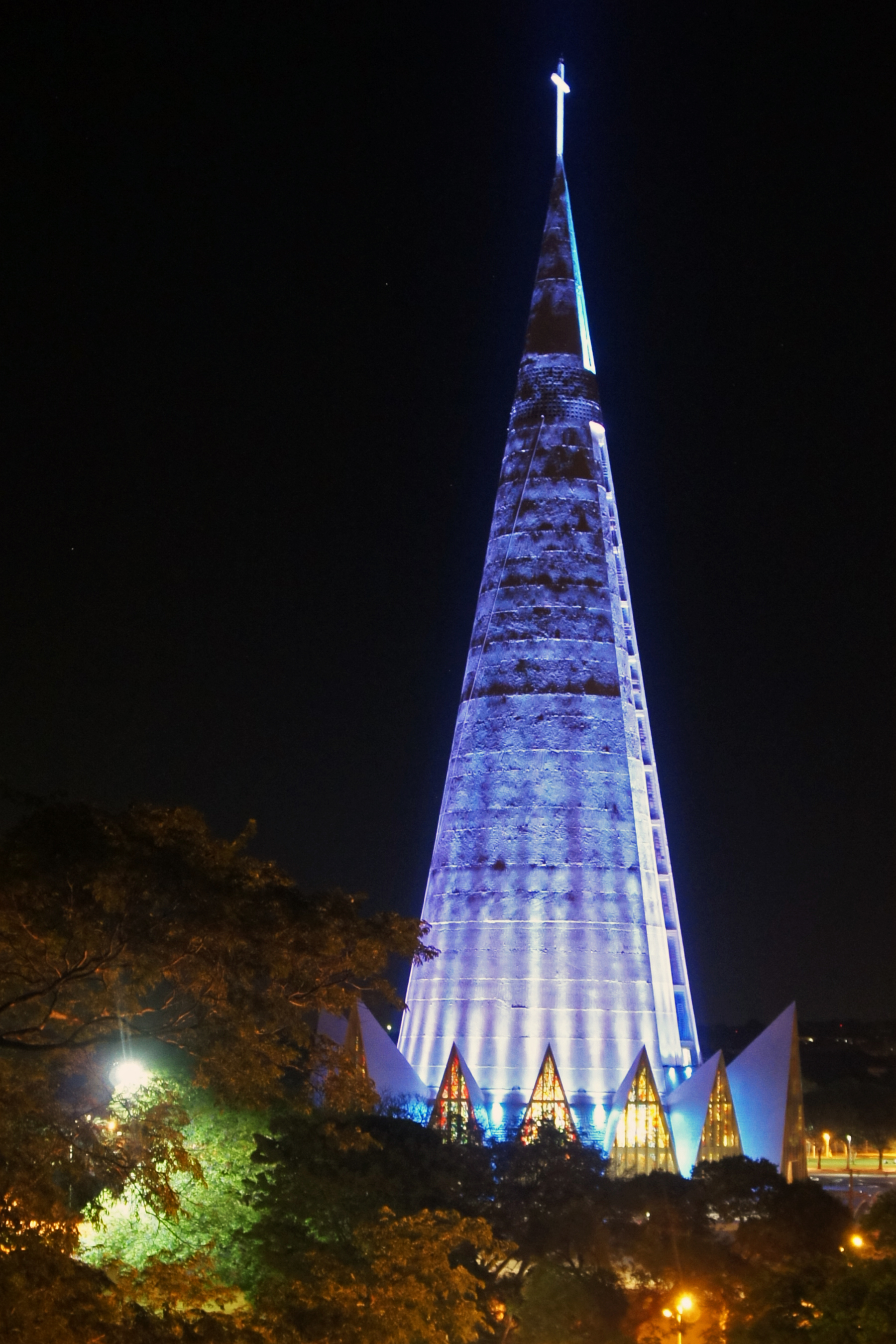
Vista noturna da Catedral Basílica Menor de Nossa Senhora da Glória, em Maringá.

A Região Noroeste é caracterizada pelo agronegócio e pela indústria do vestuário, que consolidou a região como um importante polo de negócios e eventos. Importantes eventos estão no calendário da região, como a Expovest, de Cianorte, e a Expoingá, de Maringá. Em Maringá existe a Catedral Basílica Menor de Nossa Senhora da Glória, segundo monumento mais alto da América do Sul e décimo do mundo. Ainda em Maringá é possível conhecer o Parque do Ingá, o Memorial Kimura, o Teatro Calil Haddad, Museu de História e Arte Hélenton Borba Côrtes, entre outros atrativos.
O Santuário Nossa Senhora do Carmo, o Museu Histórico, Antropológico e Etnográfico de Paranavaí e a Expo Paranavaí, ficam em Paranavaí. Em Cruzeiro do Oeste, o Museu de Paleontologia, o Museu Histórico e a Capela dos Cafeeiros.
Completam ainda como os atrativos da região: a réplica da Torre Eiffel, em Umuarama; as praias de Porto Rico; as corredeiras Santa Bárbara, em Francisco Alves; o Morro dos Três Irmãos, em Terra Rica; o Parque Estadual de Vila Rica do Espírito Santo, em Fênix; o Parque Estadual de Amaporã, em Amaporã; a Estação Ecológica do Caiuá, em Diamante do Norte; o Parque Nacional de Ilha Grande; e a Reserva Biológica das Perobas, entre Tuneiras do Oeste e Cianorte.

### Região Oeste
O desenvolvimento do agronegócio é uma das principais marcas da Região Oeste do Paraná. Diversos eventos anuais movimentam intensamente a região. A região é privilegiada também pelo imenso potencial energético. O município de Foz do Iguaçu abriga as Cataratas do Iguaçu, com cerca de 250 quedas-d’águas, podendo chegar a 75 metros de altura. É muito visitada, sendo conhecida internacionalmente. A Garganta do Diabo é uma das atrações do maior conjunto de cataratas do mundo. Além das visitas às atrações naturais da região, é possível conhecer o Parque das Aves, o Templo Budista de Foz do Iguaçu, a Mesquita Omar Ibn Al-Khatab, o Marco das Três Fronteiras e a gigantesca hidroelétrica de Itaipu.
Em Cascavel, tida cono polo econômico e cultural da região oeste, os destaques são as inúmeras praças e parques, como, por exemplo, a Praça Itália, a Praça do Migrante, a Praça Japão, a Praça Parigot de Souza, o Bosque Municipal Elias Lopuch, a Fonte dos Mosaicos, o Parque Ecológico Paulo Gorski, o Parque Ambiental Hilário Zardo e o Parque Municipal Danilo Galafassi (Zoológico Municipal). Ainda em Cascavel são realizados inúmeros eventos nacionais e regionais como: o Show Pecuário no Parque de Exposições Celso Garcia Cid; o Show Rural Coopavel; a Exposição Feira Agropecuária e Industrial de Cascavel; a Festa do Trabalhador; a Festa da Padroeira (Nossa Senhora da Conceição Aparecida); e o Cascavel de Ouro, disputado no Autódromo Internacional de Cascavel.
Também está localizado na região o Parque Estadual do Rio Guarani, em Três Barras do Paraná; o Parque Estadual Lago Azul, de Campo Mourão; o Parque Estadual da Cabeça de Cachorro, em São Pedro do Iguaçu; o Centro de Eventos Werner Wanderer e a Cachoeira da Onça, em Marechal Cândido Rondon; o Morro da Salete, em Medianeira; a Reserva Biológica São Camilo, em Palotina; o orquidário de Corbélia; a Estância Hidromineral, em Rio Bonito do Iguaçu; a Casa da Memória e Cultura Território Federal do Iguassú, em Laranjeiras do Sul.
Há ainda as pontes internacionais: da Amizade, da Fraternidade e a sobre o Rio Santo Antônio (Comandante Andresito); a Festa da Uva, em Mariópolis; a Festa do Colono e Motorista, em Ampére e Chopinzinho; a Festa do Queijo e do Vinho, em Salgado Filho; a Cratera de Vista Alegre e o Festival Gastronômico Sede do Sabor, em Coronel Vivida; as usinas hidrelétricas Baixo Iguaçu e Salto Caxias, entre os municípios de Capanema, Capitão Leônidas Marques e Nova Prata do Iguaçu; as agroindústrias, o Morro do Calvário e o Museu da Colonização, em Francisco Beltrão; a Romaria de Nossa Senhora da Saúde, em Cruzeiro do Iguaçu; os monumentos e grutas, em Bom Sucesso do Sul; a Igreja Matriz Octogonal de São Jorge, em São Jorge d’Oeste; e a Cavalgada de Santa Emília de Rodat, em Barracão.

### Litoral
O litoral com cerca de 100 km de extensão apresenta uma importante área portuária, praias e ilhas. São 125 praias e balneários e mais de 57 ilhas no litoral. As praias de Caiobá, Matinhos, Guaratuba, Pontal do Paraná e Praia de Leste são as mais frequentadas do Paraná. São procuradas por turistas não só no verão, mas também no inverno, quando parte da população vai para o litoral fugindo do frio do planalto. Completam ainda o roteiro pelo litoral as praias dos municípios de Antonina e Guaraqueçaba. De lancha, pela baía de Paranaguá, pode-se alcançar a ilha do Mel, onde a história e a natureza se misturam. Paranaguá, a primeira cidade fundada no Estado, em 1648, guarda em suas igrejas de estilo barroco alguma coisa da história da época. Também pode-se ir de litorina da capital até Paranaguá numa viagem muito interessante.
A Estrada de Ferro Curitiba-Paranaguá, construída pelo império há mais de cem anos, corta a serra do Mar através de túneis e viadutos, atravessando precipícios a todo instante. A beleza da paisagem, formada pela mata quase virgem e por diversas quedas-d’água, é valorizada pelos abismos. Outro trajeto turístico da serra do Mar é a estrada da Graciosa, de história mais antiga que a própria ferrovia, um sinuoso e encantador caminho, em sua maior parte de paralelepípedos, que desce a serra em meio a exuberante vegetação e vistas panorâmicas, chegando a Morretes (por onde também passa a ferrovia), cidade histórica, onde se saboreia o barreado, prato típico do litoral paranaense, e onde se praticam múltiplas modalidades de ecoturismo. A cidade é também famosa pela qualidade e variedade do artesanato e por seus alambiques, que produzem cachaça de qualidade.
A região abriga ainda diversas unidades de conservação: a Área de Proteção Ambiental de Guaraqueçaba; a Estação Ecológica de Guaraqueçaba; a Estação Ecológica de Guaraguaçu; o Parque Natural Municipal do Tabuleiro; o Parque Estadual da Graciosa; o Parque Estadual do Boguaçu; o Parque Estadual do Pau-Oco; o Parque Estadual Pico do Paraná; o Parque Estadual Roberto Ribas Lange; o Parque Nacional Guaricana; o Parque Nacional Marinho das Ilhas dos Currais; o Parque Nacional de Saint-Hilaire/Lange; o Parque Nacional de Superagüi; a Floresta Estadual do Palmito; e a Reserva Natural Salto Morato.

## Eventos, festivais e folclore
A quantidade de eventos artístico-culturais paranaenses é riquíssima e variada. Em dezembro ocorre o tradicional espetáculo do coral natalino infantil, no edifício histórico, do grupo Bradesco, onde reúne milhares de pessoas no calçadão da rua XV de novembro em Curitiba. O "Natal do Palácio Avenida", com apresentações de um coral de crianças que cantam músicas tradicionais do Natal e alguns sucessos da MPB, em ritmo natalino, tornou-se um evento bastante representativo das festividades de fim-de-ano no Paraná.
No município da Lapa, são Benedito é festejado (dezembro) com a "congada" (dança dos negros congos, de origem africana, onde descendentes de escravos falam, recitam, cantam e dançam). Outras danças populares são o curitibano, com os pares fazendo roda; o quebra-mana, uma mistura de valsa e sapateado; e o nhô-chico, dança ao som de violas, característica do litoral.
Durante o ano inteiro, se realizam feiras e festivais, destacando-se a Munchen Fest de Ponta Grossa, a Oktoberfest de Rolândia, Carnaval de Rua de Tibagi, o Festival Internacional de Londrina, Festival de Teatro de Curitiba (o principal do país), Festival do Folclore, a Feira do Comércio e Indústria e a Feira de Móveis do Paraná (Movelpar). Atraem ainda considerável interesse as feiras agropecuárias de grande porte, em especial a Expo Londrina, a maior da América Latina.